# Meryem Subaşı
 (mai 2025).
Si vous disposez d'ouvrages ou d'articles de référence ou si vous connaissez des sites web de qualité traitant du thème abordé ici, merci de compléter l'article en donnant les références utiles à sa vérifiabilité et en les liant à la section « Notes et références ».
Meryem Subaşı est une ancienne joueuse de volley-ball turque née le 26 mai 1987. Elle mesure 1,82 m et jouait au poste de réceptionneuse-attaquante. Son frère Burutay Subaşı est également joueur de volley-ball.

## Clubs
| Club                  | De        | À         |
| --------------------- | --------- | --------- |
| SSK Ankara            | 2005-2006 | 2005-2006 |
| TED Ankara Kolejliler | 2006-2007 | 2006-2007 |
| Tarımspor Ankara      | 2007-2008 | 2007-2008 |
| TED Ankara Kolejliler | 2008-2009 | 2008-2009 |
| Gazi Üniversitesi     | 2009-2010 | 2009-2010 |
| Emlak TOKİ Ankara     | 2010-2011 | 2010-2011 |
| Dicle Üniversitesi    | 2011-2012 | 2011-2012 |
| Maltepe Yalı Spor     | 2012-2013 | 2012-2013 |
| Salihli Belediyespor  | 2013-2014 | 2013-2014 |